# Elaeocarpus bojeri
Elaeocarpus bojeri é uma espécie angiospérmica da família Elaeocarpaceae.
Apenas pode ser encontrada em Maurícia.

## Conservação
A espécie é encontrada apenas na Maurícia , onde menos de 10 indivíduos são conhecidos por Ganga Talao ; Está listado como uma das 100 espécies mais ameaçadas do mundo .Está ameaçada de extinção pois seu meio ambiente está sendo invadido por espécies estrangeiras mais atraentes comercialmente, como a goiabeira e a Litsea monopetala